# Dieuwke Winsemius
Dieuwke Winsemius, soms publicerend onder de naam D. Bakker-Winsemius (Leeuwarden, 30 juli 1916 - Sint Nicolaasga, 25 april 2013) was een Nederlands schrijfster van (historische) romans en kinderboeken. Een aantal van haar boeken is vertaald in het Duits en het Frans. Zijzelf vertaalde kinderboeken uit het Engels en het Duits, waaronder Versjes van Poeh van A.A. Milne en enkele boekjes van Matthias Riehl.

## Leven en werk
Winsemius genoot een opleiding voor lerares naaldvakken. Zij heeft daadwerkelijk één jaar lesgegeven tot aan haar huwelijk op 1 augustus 1938 met Sipke Cornelis Bakker (1911-2000), toen stopte zij met werken, wat in die tijd voor vrouwelijke ambtenaren verplicht was. Het gezin verhuisde diverse malen en woonde onder meer in Breda, Eindhoven en Zeist. Tijdens de Tweede Wereldoorlog verbleef haar man drie jaar in een concentratiekamp. Winsemius zelf woonde in die tijd met haar kinderen in Friesland.
Aanvankelijk begon Winsemius korte verhalen te schrijven die gepubliceerd werden in regionale kranten en in tijdschriften zoals 'Libelle' en 'Margriet'. Later legde zij zich meer toe op het schrijven van romans en kinderboeken. Veelal schreef zij aan twee boeken tegelijk, een roman en een kinderboek, die beide over hetzelfde onderwerp gingen - vaak historisch - wat haar voorkeur had. Zij was een gedreven schrijfster met een hoge productiviteit. Zij bleef tot op hoge leeftijd schrijven en heeft een omvangrijk oeuvre nagelaten. Haar werk heeft duidelijk de signatuur van haar protestants-christelijke levensovertuiging.
Ter gelegenheid van het huwelijk van de Nederlandse kroonprins Willem-Alexander en Máxima Zorreguieta in 2002 werden twee van haar 'Oranjeromans' herdrukt en gebundeld in een band onder de titel: "Vrouwen van Oranje". Het boek werd in november 2001 aan Zorreguieta aangeboden.

## Privé
Zij was een tante van oud-politicus en voormalig bedrijfskundige Pieter Winsemius. Een kleindochter van hem is naar de schrijfster vernoemd. Zij heeft op 14 oktober 2017 een plaquette over de schrijfster onthuld op haar geboortepand aan de Nieuweburen 120 te Leeuwarden. Winsemius werd op 3 mei 2013 begraven bij haar man op de algemene begraafplaats aan de Asserstraat in Beilen.

## Literaire prijzen
- In 1970 ontving zij de derde prijs - bij een wedstrijd georganiseerd door de provincie Friesland - voor het verhaal Kinderspel.
- Een nominatie voor de Grand Prix Européenne voor haar boek over vleermuizen.
- Zij werd ook genomineerd voor de Franse Cultuurprijs.
- Voor haar werk met name over EPP (Erytropoëtische protoporfyrie, overgevoeligheidsziekte voor zonlicht), werd zij benoemd tot Ridder in de Orde van Oranje Nassau.
- Een plaquette op de gevel van haar geboortehuis voor schrijfster Dieuwke Winsemius (Leeuwarder Courant d.d. 14 oktober 2017)[6]